# Synagoga Roberta Karpfa w Łodzi
Synagoga Roberta Karpfa w Łodzi – prywatny dom modlitwy znajdujący się w Łodzi przy ulicy Średniej 17.
Synagoga została zbudowana w 1897 roku z inicjatywy Roberta Karpfa. Mogła ona pomieścić 75 osób. Podczas II wojny światowej hitlerowcy zdewastowali synagogę.